# 전습록
《전습록(傳習錄)》은 왕양명(王陽明)의 제학설과 교계(敎戒) · 서간 등을 그 제자들이 편집한 것이다.
"전습(傳習)"이라는 말은 《논어(論語)》 〈학이(學而)〉 제1(第一)의 "전(傳)한 바를 익혔(習)는가"에서 나온 것이다. 즉 이 명칭은 스승인 왕양명으로부터 전수받은 학문을 자신이 잘 체득하여 익히고 있는지 어떤지를 스스로 반성한다는 의미로 붙여진 것이다.
《전습록》은 보통 《왕문성공전서(王文成公全書)》 38권 중의 처음 3권에 수록되어 있으나, 《전습록》만을 간본(刊本)으로 하고 있는 것도 있다. 양명사상(陽明思想)을 파악하는 데는 《왕문성공전서》 전체를 숙지해야겠지만 《전습록》을 정성껏 읽으면 왕양명의 사상은 대체로 이해된다.

## 참고 문헌
- 이 문서에는 다음커뮤니케이션(현 카카오)에서 GFDL 또는 CC-SA 라이선스로 배포한 글로벌 세계대백과사전의 내용을 기초로 작성된 글이 포함되어 있습니다.